# Basavarajapura, Arsikere
Basavarajapura là một làng thuộc tehsil Arsikere, huyện Hassan, bang Karnataka, Ấn Độ.